# Camden (Maine)
Camden es un pueblo ubicado en el condado de Knox en el estado estadounidense de Maine. En el Censo de 2010 tenía una población de 4.850 habitantes y una densidad poblacional de 70,26 personas por km².

## Geografía
Camden se encuentra ubicado en las coordenadas 44°13′15″N 69°4′3″O / 44.22083, -69.06750. Según la Oficina del Censo de los Estados Unidos, Camden tiene una superficie total de 69.03 km², de la cual 47.24 km² corresponden a tierra firme y (31.57%) 21.79 km² es agua.

## Demografía
Según el censo de 2010, había 4.850 personas residiendo en Camden. La densidad de población era de 70,26 hab./km². De los 4.850 habitantes, Camden estaba compuesto por el 97.59% blancos, el 0.27% eran afroamericanos, el 0.14% eran amerindios, el 0.72% eran asiáticos, el 0% eran isleños del Pacífico, el 0.25% eran de otras razas y el 1.03% pertenecían a dos o más razas. Del total de la población el 1.07% eran hispanos o latinos de cualquier raza.